# Siemowit IV

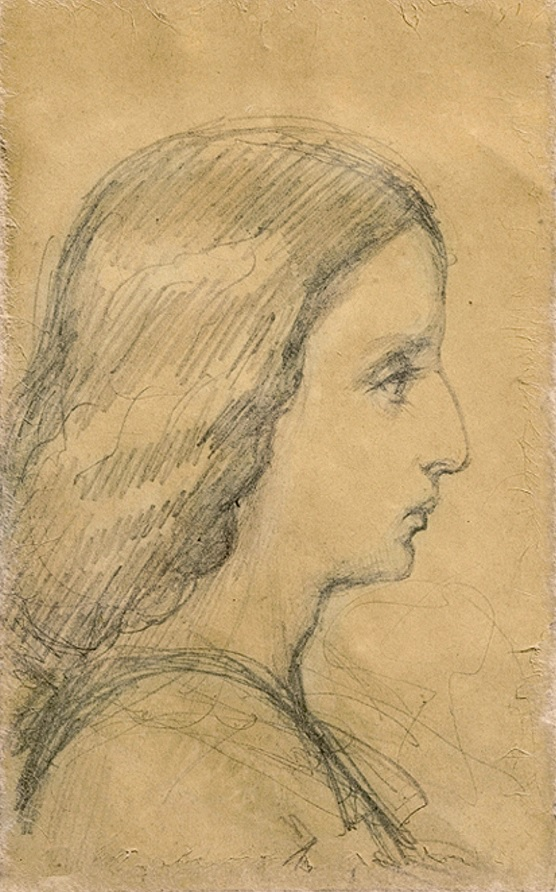
Podobizna Aleksandry Olgierdówny (rys. Jan Matejko)

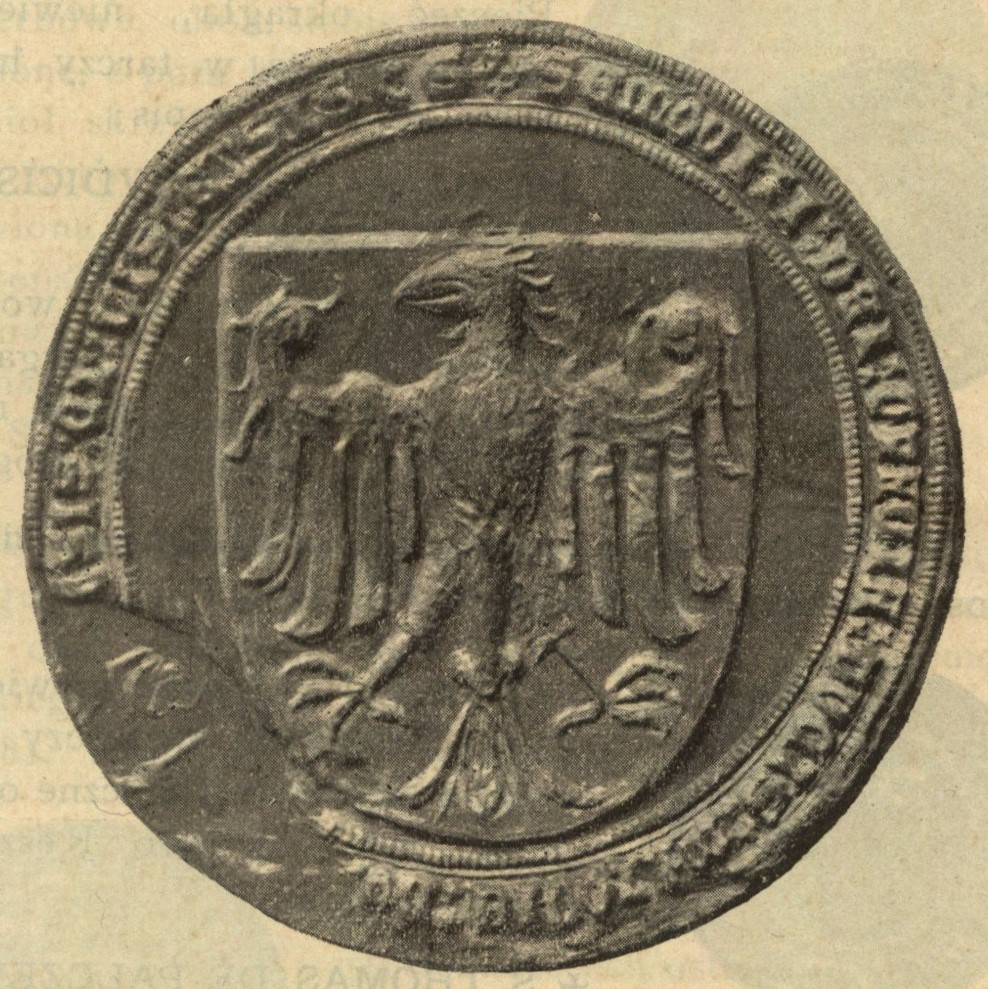
Pieczęć książęca Siemowita IV

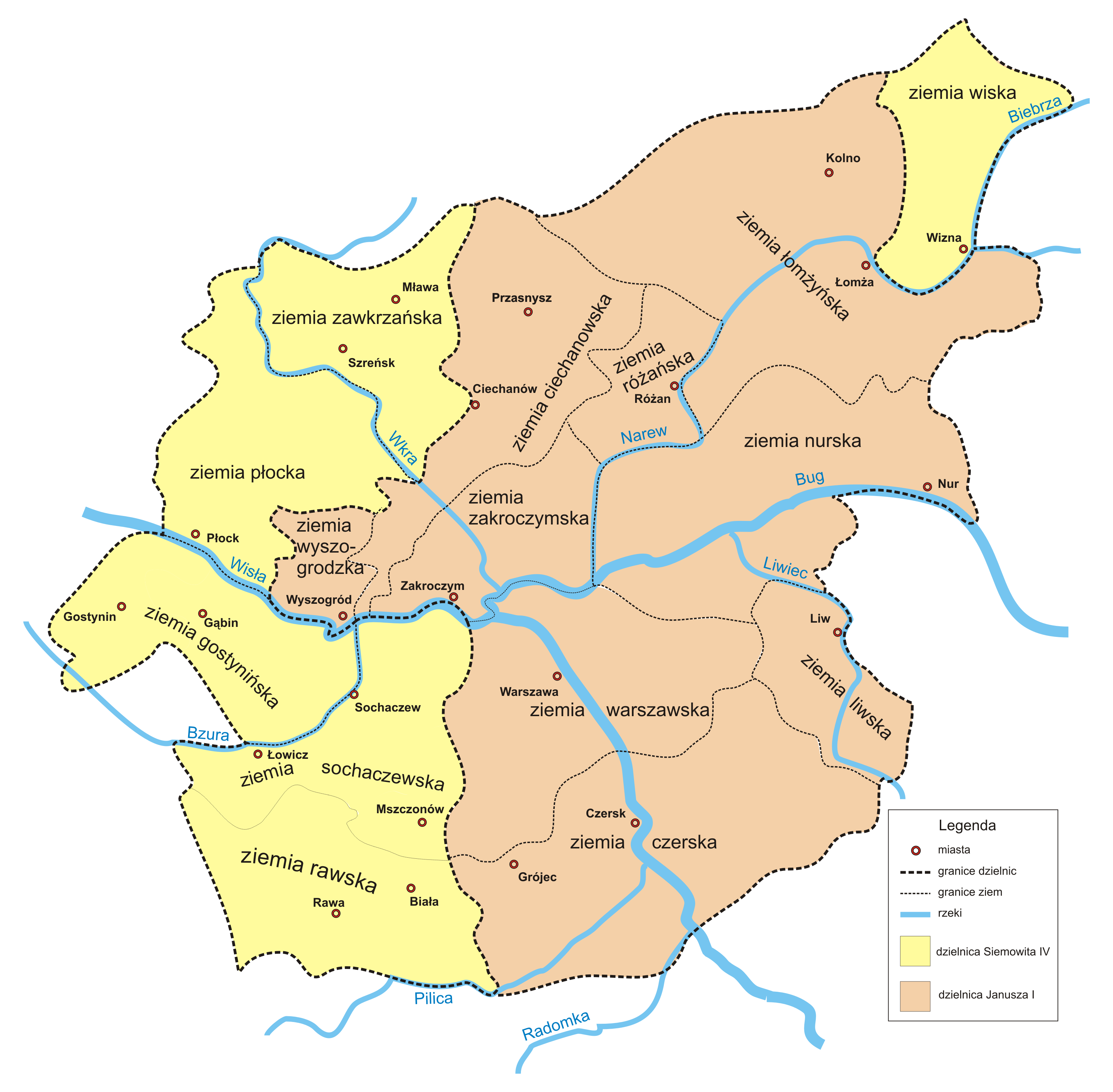
Podział Mazowsza pomiędzy braci (1381-1426)

Siemowit IV (Ziemowit) (ur. ok. 1352, zm. styczeń 1426) – syn Siemowita III, od 1373/1374 w Rawie, od 1381 r. w wyniku podziału, książę na Rawie, Płocku, Sochaczewie, Gostyninie, Płońsku i Wiźnie, od 1386 r. dziedziczny lennik Polski, od 1388 r. w Bełzie, strata ziemi wiskiej w latach 1382–1401, strata Zawkrza w latach 1384–1399 i 1407–1411, strata Płońska w latach 1384–1399 na rzecz zakonu krzyżackiego.

## Życiorys
Siemowit IV był drugim pod względem starszeństwa synem księcia mazowieckiego Siemowita III i jego pierwszej żony Eufemii opawskiej. Własną dzielnicę Siemowit IV otrzymał jeszcze za życia ojca na przełomie 1373 i 1374 r. – był to okręg Rawy Mazowieckiej. Właściwy dział – ziemię rawską, płocką, sochaczewską, gostynińską, płońską i wiską książę otrzymał zaś dopiero w testamencie zmarłego 16 czerwca 1381 r. Siemowita III.
Książę płocki wybrał w przeciwieństwie do starszego brata Janusza politykę konfrontacji z Polską – zwłaszcza, że ewentualny zysk w postaci korony królewskiej był wart nawet ryzyka wojny. Objęcie przez Siemowita własnego działu w 1381 r. zbiegło się ze śmiercią rok później króla Polski z dynastii Andegawenów Ludwika Węgierskiego, co spowodowało pojawienie się – głównie wśród wielkopolskich i kujawskich (skupionych wokół potężnego Bartosza z Odolanowa) rodów rycerskich kandydatury mazowieckiego Piasta. Problem tkwił jednak w tym, że na mocy wcześniejszych ustaleń popieranych przez Małopolan tron polski mieli przejąć córka Ludwika – królewna Maria wraz z mężem Zygmuntem Luksemburczykiem. Siemowit nie czekając na rozstrzygnięcia w Polsce w styczniu 1383 r. wkroczył na czele oddziałów mazowieckich do Wielkopolski korzystając z panującej tam wojny Grzymalitów z Nałęczami.
Tymczasem niespodziewanie w Budzie wdowa po Ludwiku – Elżbieta Bośniaczka postanowiła zmienić decyzję zmarłego męża i przeznaczyć koronę polską młodszej córce Jadwidze. Decyzja ta spowodowała, że u stronników mazowieckiego Piasta powstał projekt wydania niezamężnej, młodocianej królewny (pomimo że była ona zaręczona wcześniej z Wilhelmem Habsburgiem) za Siemowita IV. Fakt takowy spowodowałby pogodzenie legitymistów stojących na straży praw dynastii andegaweńskiej ze zwolennikami księcia mazowieckiego.
Pierwszym krokiem do realizacji śmiałego planu było wyniesienie Siemowita na tron królewski. W tym celu na zjeździe możnych i szlachty w Sieradzu 28 marca 1383 jeden z czołowych zwolenników Siemowita arcybiskup gnieźnieński Bodzanta zaproponował kandydaturę księcia mazowieckiego na króla. Propozycja ta zgodnie z planem zyskała powszechną akceptację i tylko dzięki śmiałej interwencji kasztelana wojnickiego Jana z Tęczyna (syna wojewody krakowskiego Andrzeja z Tęczyna), który poradził wstrzymać się ze wszelkimi decyzjami aż do czasu przyjazdu Jadwigi do Polski, pomysł przepadł. Sprzeciw Małopolan wobec kandydatury Piasta wiązał się zapewne z faktem obawy przed wzrostem roli Wielkopolan pod panowaniem Siemowita. Innym argumentem przeciw był rodzący się właśnie pomysł unii z Litwą.
Brak formalnej zgody ze strony możnych nie zniechęcił Siemowita, który postanowił działać siłą. Książę podjął mianowicie, zapewne za wiedzą i zgodą arcybiskupa próbę porwania i poślubienia Jadwigi, by przez ten desperacki krok zdobyć koronę. Panowie małopolscy dowiedzieli się o tym zamyśle i zamknęli Wawel przed ludźmi Bodzanty, wśród których ukrywał się Siemowit. Ostrzeżono też królewnę, która została na dworze matki, do czasu uspokojenia umysłów.
Mimo klęski ambitnych planów, książę mazowiecki kontynuował polityką zmierzającą do opanowania tronu krakowskiego. W tym też celu, po spaleniu majątku swoich przeciwników politycznych w Książu Siemowit udał się ponownie do Sieradza, gdzie część szlachty obwołała go królem. Tym razem jednak na zjeździe zabrakło najważniejszych decydentów, z tego też powodu książę zrezygnował z natychmiastowej koronacji, próbując podporządkować sobie kraj siłą. Chaotycznie prowadzona kampania i nieudane oblężenie Kalisza (Siemowit zdołał opanować tylko Kujawy) skutecznie zniechęciła część jego zwolenników, co zmusiło go do podpisania 29 września 1383 r. rozejmu.
Zawieszenie broni lepiej wykorzystała strona polska, która ściągnęła do kraju węgierskie oddziały posiłkowe pod osobistym dowództwem Zygmunta Luksemburskiego. Śmiały atak połączonych sił węgiersko-polskich spowodował, że Siemowit zrezygnował z dalszej walki, tym bardziej, że również brat Janusz opowiedział się wtedy ostatecznie za uznaniem sukcesji Jadwigi.
Klęska na Mazowszu ostatecznie przekonała topniejące w błyskawicznym tempie szeregi zwolenników Siemowita IV, że koncepcja wyniesienia jego na króla straciła szansę realizacji. Wobec tego i w związku z ostatecznym odrzuceniem w październiku 1384 przez możnych małopolskich propozycji małżeńskich Siemowita, książę mazowiecki przyjął inną taktykę – próbując, wobec niemożności zdobycia korony, zdobyć jak najwięcej dla siebie.
Tym razem walki toczyły się pomyślnie dla Siemowita, który przed końcem 1384 r. opanował Łęczycę. Książę mazowiecki zdawał sobie sprawę, że wobec potęgi Polski sprzymierzonej z Litwą wobec planowanej unii w Krewie, jego siły są za szczupłe. W końcu zdecydował się na rokowania pokojowe z Jadwigą uwieńczone sukcesem 12 grudnia 1385. Pokój był korzystny dla księcia mazowieckiego. Siemowit IV zobowiązał się w nim do zwrotu wszystkich dzierżonych dóbr królewskich w zamian za ogromną sumę 10 000 kop groszy praskich. Ponadto Siemowit rezygnował z pretensji do korony polskiej i zobowiązał się złożyć hołd lenny królowi polskiemu, za co miał otrzymać posiadłość lenną na Rusi Halickiej (księstwo bełskie – uroczyste nadanie lenna nastąpiło w 1388 r.), wraz z ręką siostry Jagiełły – Aleksandry (Olgi).
Świadectwem ostatecznej rezygnacji Siemowita ze swoich ambitnych planów był udział księcia w uroczystości chrztu, a następnie zaślubin z Jadwigą i koronacji Władysława Jagiełły w Krakowie. Po tych uroczystościach Siemowit złożył na ręce pary monarszej hołd lenny. Następnie książę udał się z parą królewską do Wilna, gdzie uczestniczył w procesie chrystianizacji Litwy.
Po ostatecznym przyznaniu się Siemowita do klęski swoich ambitnych planów zdobycia korony polskiej i złożeniu polskiemu królowi hołdu lennego sytuacja polityczna Mazowsza uległa znacznemu pogorszeniu. Dotąd jako władca niezależny mógł skutecznie lawirować pomiędzy Polską, Litwą i Zakonem. Teraz jako lennik był jednoznacznie postrzegany jako sojusznik polskiego monarchy. Nie przeszkadzało to jednak Krzyżakom próbować skłonić księcia do opowiedzenia się w pogłębiającym się konflikcie z Polską po swojej stronie. W tym celu udzielali oni potrzebującemu ciągle pieniędzy Siemowitowi chętnie pożyczek. Zresztą nie bez zysku, gdyż pieniądze książę otrzymywał pod zastaw ziemi wiskiej (lata 1382-1401), płońskiej (w latach 1384–1399) i Zawkrza (w latach 1384–1399 i 1407-1411).
Wobec narastających zadrażnień między Polską i zakonem krzyżackim Siemowit IV usiłował wyciągnąć jak największe korzyści narzucając się z propozycją pośrednictwa. Także po wybuchu w 1409 r. wielkiej wojny Polski z Krzyżakami postawa księcia płockiego nie była jednoznaczna – próbował on mianowicie skontaktować się z nieprzychylnym Polsce Zygmuntem Luksemburczykiem, by wspólnie wymóc na skłóconych sąsiadach utrzymanie pokoju. Wobec fiaska próby kompromisu Siemowit wysłał ostatecznie swoje oddziały pod Grunwald, lecz jego udział w kampanii był tylko symboliczny. O fakcie próby zachowania przyjaznych stosunków z Krzyżakami świadczy zwrot zakonowi, jeszcze podczas trwania kampanii, zamków zdobytych przez Polaków, a oddanych mu w dzierżawę przez króla Władysława Jagiełłę, oraz spłatę sum zastawnych za Zawkrze, pomimo tego że pokój toruński zwalniał księcia mazowieckiego z tego obowiązku. Podpisał pokój toruński (1411) roku.
Mimo oficjalnej podległości Polsce Siemowit IV starał się prowadzić niezależną politykę zagraniczną. Wyrażało się to m.in. w częstych kontaktach z królem węgierskim Zygmuntem, który chcąc przeciągnąć polskiego wasala na swoją stronę nadał księciu bogate prebendy biskupstwa w Veszprem i inne posiadłości porozrzucane po Węgrzech.
Stosunki z Polską, mimo chwilowych zadrażnień spowodowanych zbyt samodzielną polityką Siemowita (do tego dochodziły oskarżenia psucia polskiej monety) układały się poprawnie. Przez Mazowsze bez przeszkód podążały oddziały polskie w kolejnych kampaniach z zakonem, choć swoje własne wojska mimo formalnego obowiązku książę wysyłał na pomoc Polski sporadycznie. W miarę dobre kontakty Siemowita z Władysławem Jagiełłą zaowocowały opieką polskiego króla nad rodziną księcia mazowieckiego, o czym świadczy wydanie za mąż córek księcia zgodnie z polską racją stanu. Dzięki pomocy Jagiełły świetną karierę kościelną mógł rozpocząć także syn Siemowita – Aleksander.
W polityce wewnętrznej Siemowit IV kontynuował przebudowę gospodarczą księstwa zaczętą jeszcze przez Siemowita III. W tym też celu wydał statuty dotychczasowego prawa zwyczajowego, licznie lokował na prawie niemieckim miasta oraz propagował kolonizację ze strony szlachty mazowieckiej podległego mu księstwa bełskiego.
Był sygnatariuszem pokoju mełneńskiego 1422 roku.
Po 1420 r. Siemowit IV z powodu postępującej ślepoty coraz bardziej oddawał rządy w dzielnicy swoim dorosłym synom. Pod koniec życia w 1425 r. książę wdał się w spór (za pośrednictwem Stanisława Pawłowskiego) z królem Polski o kwestię podległości księstwa Koronie. Krok ten nie przyniósł Mazowszu niczego dobrego, a tylko zmusił synów księcia Siemowita V i Kazimierza II do upokarzającego hołdu lennego.
Z małżeństwa z księżniczką litewską Aleksandrą Olgierdówną Siemowit IV doczekał się pięciu synów: Siemowita V, Kazimierza II, Trojdena II, Władysława I i Aleksandra oraz siedem córek: Jadwigi (żony Jana z Gary, barona węgierskiego) Cymbarki (żony Ernesta Żelaznego z rodu Habsburgów), Eufemii (żony Bolesława I cieszyńskiego), Amelii (żony Wilhelma II Bogatego landgrafa Turyngii i margrabiego Miśni), Anny, Marii (żony Bogusława IX słupskiego), Katarzyny (żony Michajłuszki, syna wielkiego księcia litewskiego Zygmunta Kiejstutowicza) oraz Aleksandry.
Siemowit IV zmarł w styczniu 1426 r. w Gostyninie i został pochowany w nekropolii mazowieckich Piastów w katedrze płockiej.